# Постоли

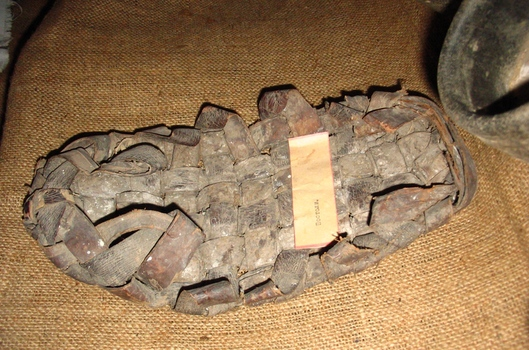
Поліські постоли

Постоли́, діал. керпці, моршні, ходаки́ («постолами», «керпцями» і «ходаками» могли звати й личаки)  — взуття, яке побутувало в Україні до початку ХХ століття. Виготовляли з одного шматка товстої, але м'якої коров'ячої або свинячої сиром'ятної шкіри. Залежно від конфігурації носової частини та способу стягування таке взуття ділилось на тупоносе та гостроносе.
Укр. діал. верглик — «інструмент для плетіння постолів».

## Етимологія
Українське постіл, за найбільш ймовірною версією, походить від прасл. *postolъ, утвореного від ранішої форми *podtolom, де можна виділити основу *pod- (із значенням «нога») і компонент *tolъ, який має означати «підошва». Менш обґрунтоване виведення від тур. postal («туфля»).

## Гуцульські постоли

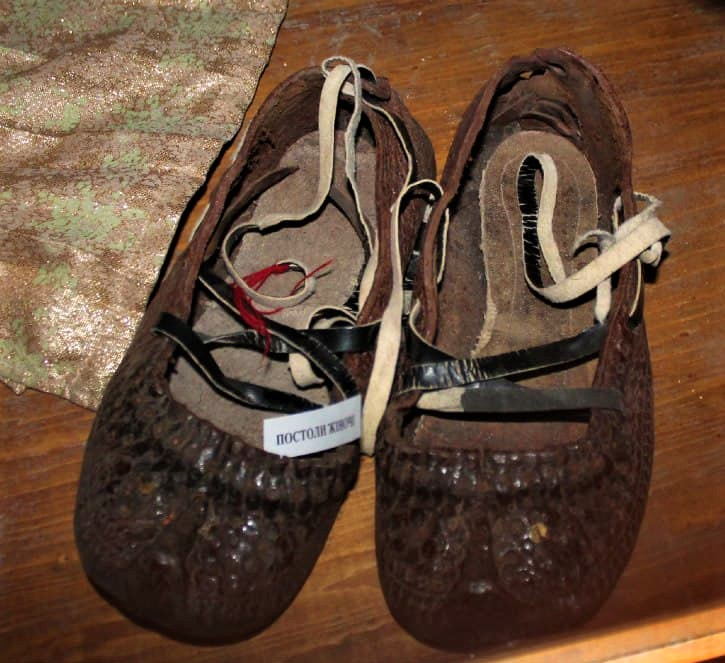
Гуцульські постоли

На Гуцульщині постоли вбирали поверх онуч. Вони могли бути або із шкіри без вовни («вироб'яки»), або із сирої шкіри з вовною («сирівці»). Гуцульські постоли були або на обидва боки морщені, тоді кожен постіл підходив на будь-яку ногу, або на один бік морщені, тоді серед них був лівий і правий. Гуцульські постоли мали задерті вгору (більше чи менше) носи і дірочки (островки), в які просилювалися шкіряні ремінці або вовняні шнурки (воло́ки) для стягування постолів. Ремінці або шнурки обкручувались декілька разів навколо ноги, поверх штанів у чоловіків.
У постоли на Гуцульщині вбиралися і влітку, і взимку. Взимку на ногу одягали «наперсницю» — малу м'яку вовняну онучу, поверх неї «поверхницю» — велику грубу вовняну онучу, поверх неї ще одну велику вологу вовняну онучу, а лише після того постоли і одразу виходили надвір. Волога онуча одразу замерзала і забезпечувала термозахист.

## Кримськотатарські чарик
Кримськотатарські постоли - чарик (çarıq) складалися з основи та ременіців-зав'язок, що пропускалися через отвори по краю основи і фіксували чарики на нозі. Чарик шили з сиром'ятної шкіри, волової або овечої, форма взуттю надавалась за рахунок деформації шкіри та збирання її в складки при стягуванні по краю зав'язками. Так само робились і мокасини північноамериканських індіян.
У XVIII ст. - першій половині XIX ст. при виготовленні чарик використовували цілісний шматок шкіри овальної форми і при виготовленні взуття не використовували швів. У чарик, зроблених таким чином, утворювались великі складки, що викликало потертості та незручності при носінні. З середини XIX ст. для виготовлення чарик стали використовувати прямокутний шматок шкіри, зрізаючи з боку п'яти кути для формування закругленої форми задника, а з боку носка залишали кути незрізаними, після чого зшивали їх із зовнішнього боку для формування носка. При формуванні готових чарик шкіряну заготовку вимочували для надання шкірі м'якості та еластичності, після чого ногу ставили на шкіряну заготовку та шнурували, надаючи їй форму ступні, яка зберігалася після висихання шкіри. Іноді основу вже готових чарик для водостійкості просочували дьогтем, такі постоли називалися катранли чарик (qatranlı çarıq). Чарик робили як низькими, так і високими, по щиколотки. Низькі чарики обували на в'язані вовняні шкарпетки чорап (çorap), високі - на суконні онучі булгар сарди (bulğar sardı).

## Прислів'я
- За чужим столом не махай постолом
- А постіл личака да й попереджав: ой коли ти постіл, то іззаду постій, ой коли ти личак, то попереду гоп-цак[10]
- І постолом добро возять (носять) — жартівливе закінчення казок.
- Нема чобіт — взувай постоли.